# Ambylgnathus angulatus
Ambylgnathus angulatus är en skalbaggsart som beskrevs av Thomas Casey. Ambylgnathus angulatus ingår i släktet Ambylgnathus och familjen jordlöpare. Inga underarter finns listade i Catalogue of Life.